# Blek lagunsnäcka
Blek lagunsnäcka (Lacuna pallidula) är en snäckart som först beskrevs av E. M. da Costa 1778.  Blek lagunsnäcka ingår i släktet Lacuna och familjen strandsnäckor. Enligt den svenska rödlistan är arten otillräckligt studerad i Sverige. Arten förekommer i Götaland. Artens livsmiljö är havet. Inga underarter finns listade i Catalogue of Life.

## Bildgalleri

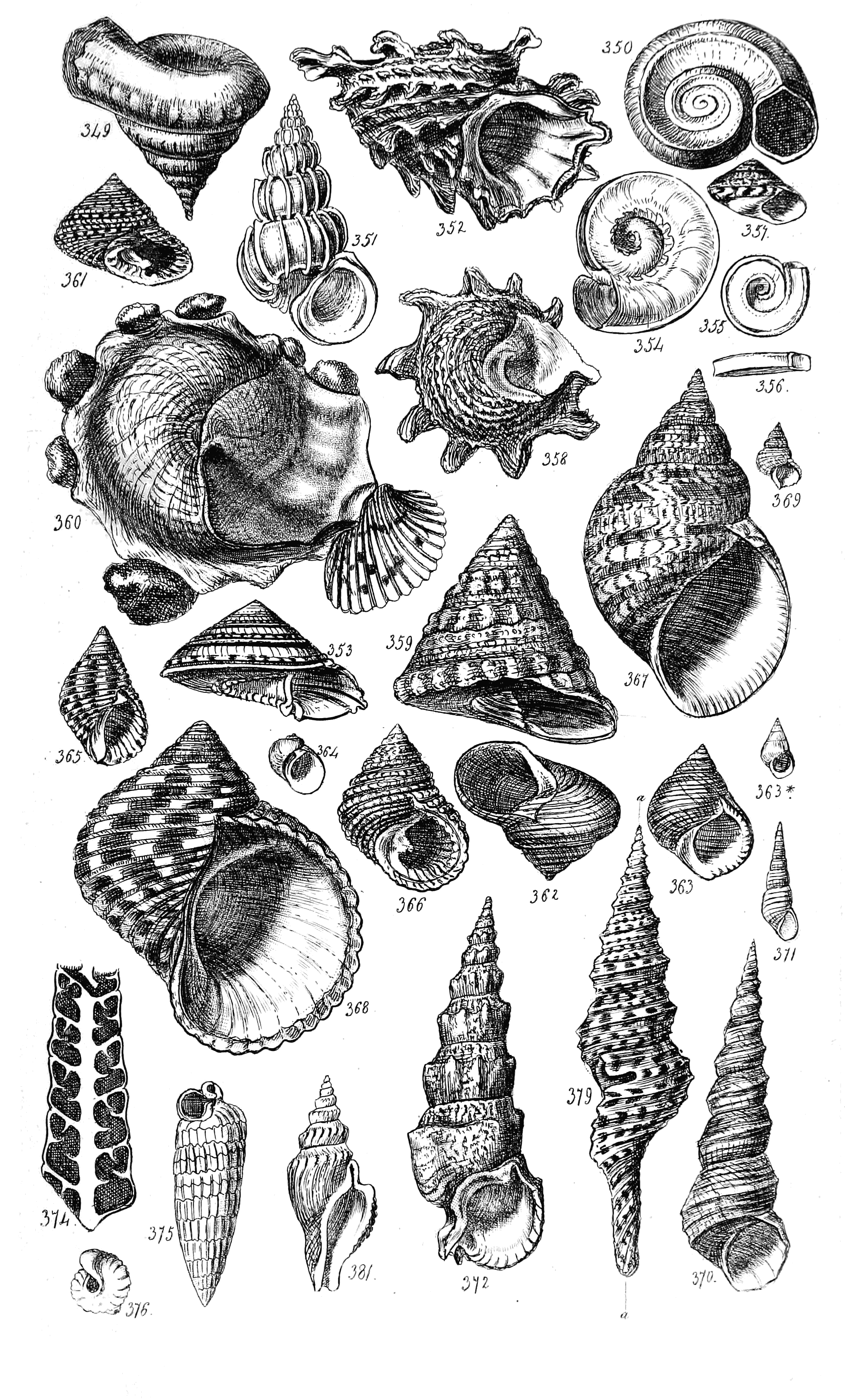
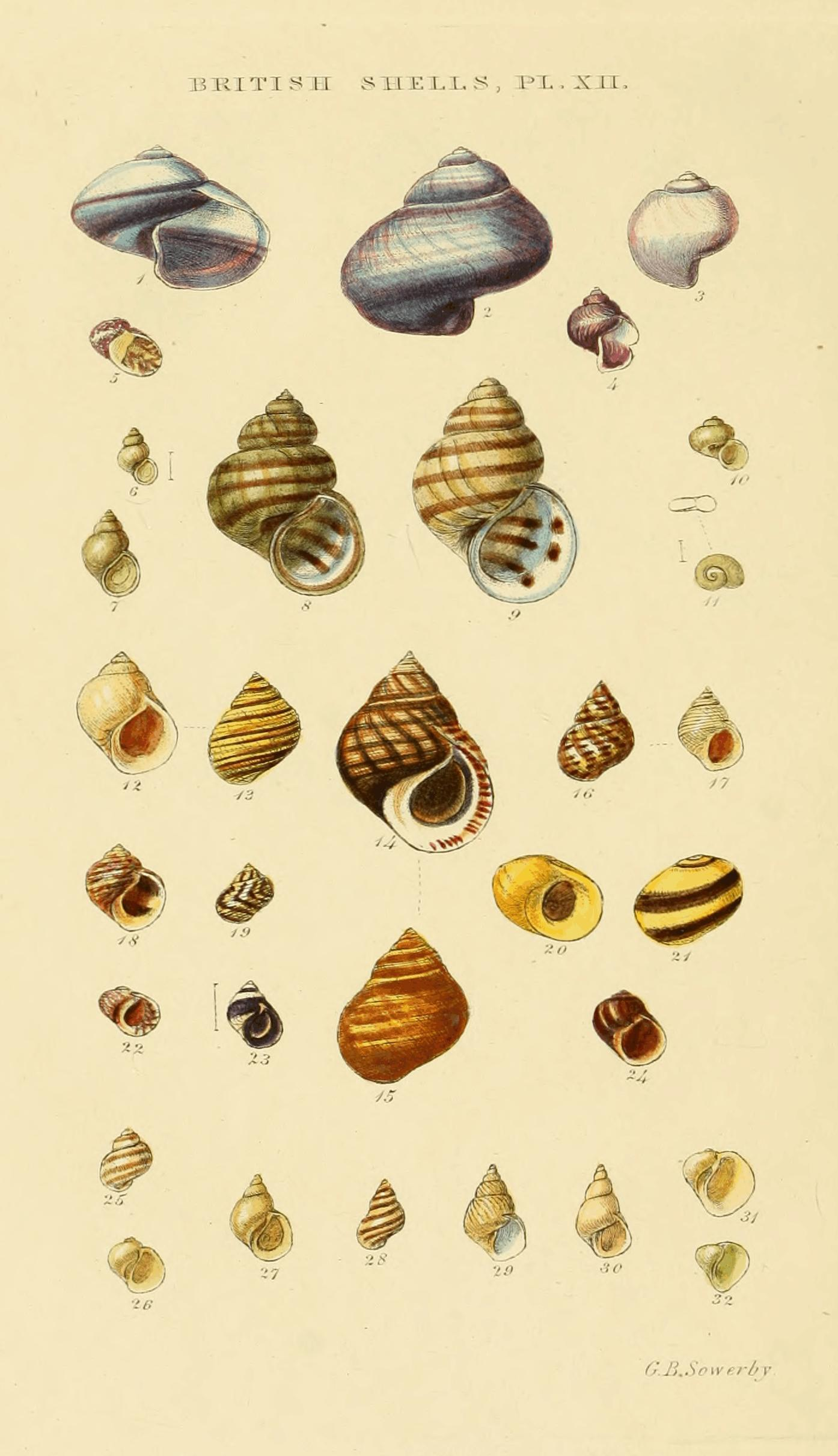